# Historia Żydów na Malcie
Judaizm na Malcie – historia Żydów na Malcie sięga około roku 62 n.e. Większość współczesnych Żydów maltańskich to sefardyjczycy, jednak używają oni aszkenazyjskich modlitewników.

## Czasy antyczne
Pierwszym Żydem, znanym z imienia, który postawił stopę na Malcie był Paweł z Tarsu. Statek, na którym płynął on do Rzymu, rozbił się i zatonął tutaj w roku 62. Paweł rozpoczął wprowadzanie chrześcijaństwa na wyspie.
Greckie napisy oraz grobowce zdobione menorami wskazują, że Żydzi i pierwsi chrześcijanie żyli na Malcie w IV i V wieku. Podczas panowania Fatymidów na Malcie Żydzi często piastowali stanowiska w służbie cywilnej; jeden z członków ich społeczności osiągnął nawet najwyższą możliwą rangę – wezyra.

## Średniowiecze
Populacja Żydów na Malcie wzrosła w średniowieczu pod rządami Normanów. Normanowie okupowali wyspę od 1090; ludność żydowska liczyła wtedy około 500 na głównej wyspie i około 350 na siostrzanej wyspie, Gozo. Żydom w tym czasie na ogół powodziło się dobrze, nie musieli żyć w gettach. Większość zajmowała się handlem lub kupiectwem, byli oni również właścicielami terenów uprawnych. Znany mistyk żydowski – Abraham ben Szlomo Abulafia, żył na Comino od 1285 do śmierci w 1290 roku. W 1479 Malta i Sycylia przeszły pod władzę Korony Aragonii i, wydany w 1492 Edykt z Alhambry, zmusił wszystkich Żydów do opuszczenia kraju. Ponieważ stanowili oni znaczną część populacji wyspy, Korona zmusiła ich do zapłacenia odszkodowania za straty spowodowane ich wygnaniem.
Nie jest pewne, gdzie Żydzi maltańscy powędrowali, być może dołączyli oni do sycylijskiej społeczności w Lewancie. Jest również prawdopodobne, że kilkudziesięciu Żydów maltańskich, tak jak wielu sycylijskich, przechrzciło się, aby pozostać w kraju. Świadczy o tym znaczna ilość nazwisk maltańskich, których pochodzenie uważa się za żydowskie, być może takie jak m.in. Attard, Azzopardi, Mamo.

## Odrodzenie

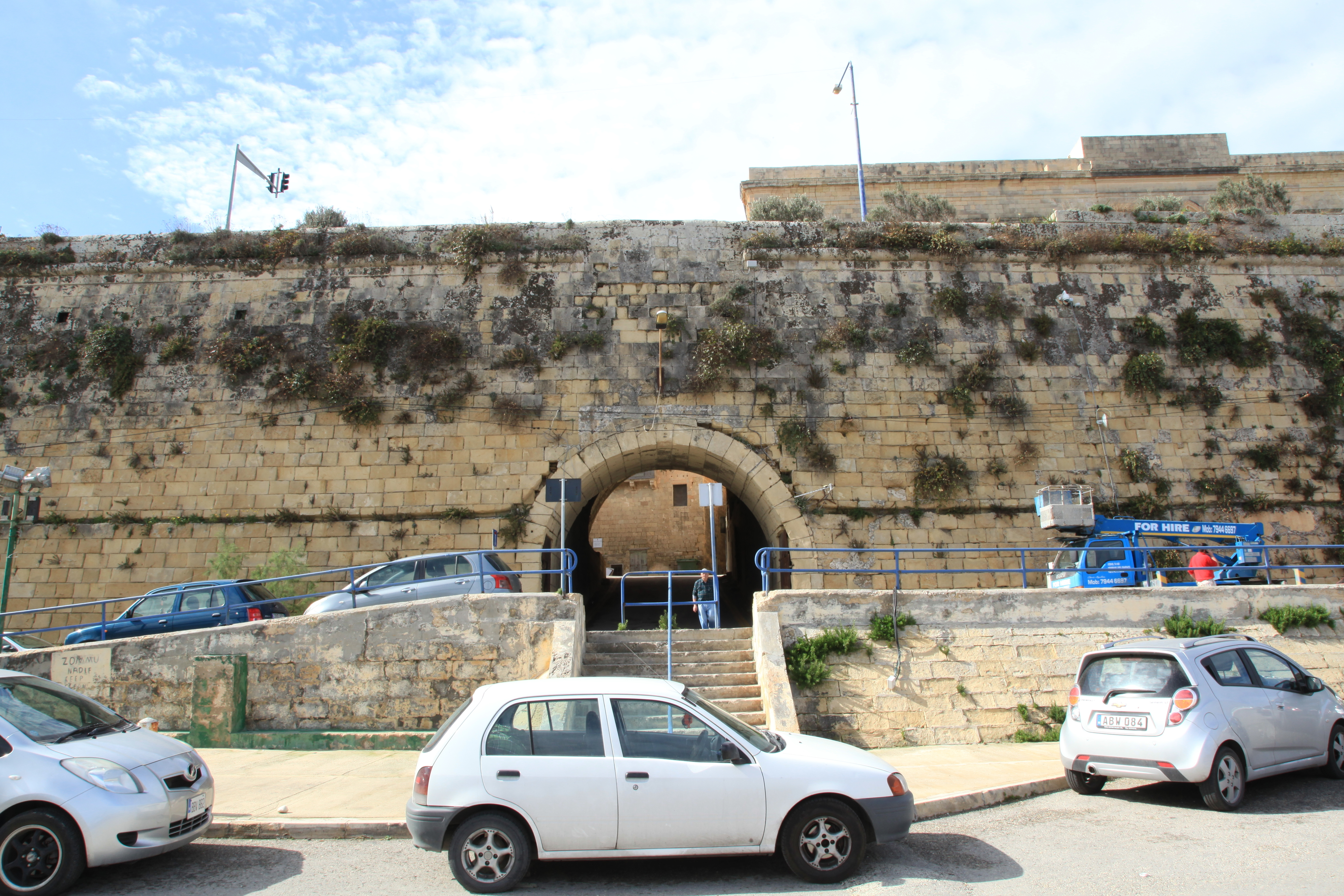
Jews' Sally Port, Valletta

W 1530 król hiszpański Karol V przekazał Maltę joannitom. Rycerze władali wyspą do 1798; wielu sycylijskich conversos (przechrzczonych Żydów) przeniosło się tutaj, pamiętając liberalną politykę joannitów wobec Żydów na Rodos, lecz musieli oni nadal praktykować swoją religię w tajemnicy. Po Wielkim Oblężeniu, w okresie rządów joannitów, nie było wolnej ludności żydowskiej na Malcie. Po osiedleniu się na Malcie joannici, posiadając flotę galer, często brali pasażerów, wśród których byli również Żydzi, statków handlowych jako zakładników, a następnie żądali okupu w zamian za uwolnienie. W tym czasie było bardzo wielu żydowskich niewolników na Malcie, i wyspa była często z tego powodu wymieniana w żydowskiej literaturze z tego okresu. Wolni Żydzi, którzy chcieli odwiedzić Maltę, po uzyskaniu zgody Wielkiego Mistrza, mogli wejść do Valletty jedynie przez małą bramę, zwaną do dziś Jews' Sallyport.

## Czasy współczesne

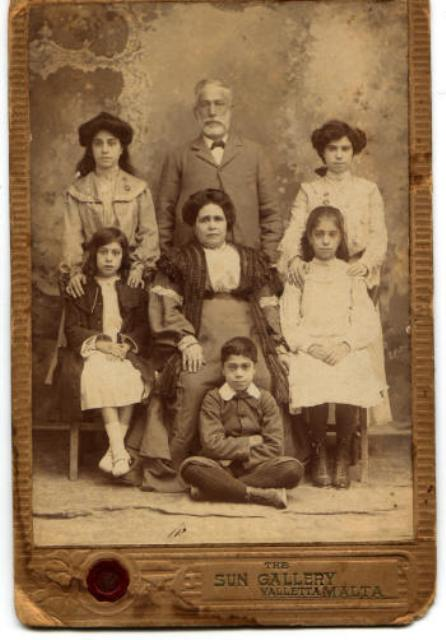
Wczesna fotografia maltańskiej rodziny żydowskiej, Valletta, Malta

Większość współczesnej maltańskiej społeczności żydowskiej pochodzi z żydowskiej imigracji z Gibraltaru, Anglii, Północnej Afryki, Portugalii i Turcji, skąd przybyli oni podczas krótkiego (1798-1800) panowania Francuzów na wyspie oraz nastałych po nim rządach brytyjskich. W tym czasie społeczność żydowska była niewielka. Wzrastała jednak powoli i w 1846 Josef Tajar z Trypolisu został pierwszym oficjalnym rabinem maltańskim od czasów Inkwizycji.
We wczesnych latach XX w. wyspa nie zawsze miała swojego miejscowego rabina. Przybywali oni z Sycylii, aby odprawiać obrzędy religijne. W okresie przed II wojną światową wielu Żydów, uciekając przed nazizmem, przybyło na Maltę, będącą jedynym europejskim krajem, który nie wymagał wiz od Żydów chroniących się przed niemieckimi rządami. Liczni maltańscy Żydzi walczyli z Niemcami w czasie wojny w szeregach British Army.
Dzisiaj żyje na Malcie około 1000 Żydów. Większość z nich to ludzie starsi, młodzi często wybierają emigrację. Maltańscy Żydzi mieszkają głównie w okolicach stolicy. Miejscowy płaski chleb zwany ftira oraz tradycyjny maltański bochenek chleba są koszerne.
W 2000 została wybudowana nowa synagoga, głównie z darowizn z USA i Wielkiej Brytanii. Zarządza nią Jewish Foundation of Malta wraz z Jewish Center. Relacje Malty z Izraelem są przyjacielskie od czasu uzyskania niepodległości.